# Carectocultus
Carectocultus é um gênero de mariposa pertencente à família Crambidae.